# Павле Попара
Пáвле Пóпара е сръбски футболист, полузащитник, състезател на ПФК Славия (София).
Роден е на 20 май 1987 г. Крагуевац, бивша Югославия. Преминава през школата на сръбския гранд Партизан (Белград).
След като преминава през няколко гръцки и кипърски отбори, попара е закупен през 2008 година от ПФК Славия (София). Изиграва над 50 мача за отбора, а през 2010 година е преотстъпен на румънският Астра (Плоещ), за срок от една година.
През 2011 година се завръща в Славия, но получава контузия, което му пречи да играе в повечето от мачовете през еснта за своя отбор, изигравайки само 11 мача, повечето от които влиза като резерва.
В титулярния състав на Славия се завръща едва през април 2012 година, при гостуването на Калиакра (Каварна).